# Luigi Tansillo
Luigi Tansillo (Venosa, 1510 – Teano, 1º dicembre 1568) è stato un poeta italiano, di ispirazione petrarchesca e premarinista.

## Biografia
Visse i suoi primi anni a Nola, dove poi fece spesso ritorno durante tutta la sua vita, componendovi alcune delle sue opere e che, lui nato da padre nolano e da madre venosina (ma di famiglia con antiche radici nel territorio nolano) , considerò sempre la sua patria di elezione («la sua nobil patria»). Nel 1536 fu al servizio militare di Pietro di Toledo, marchese di Villafranca e viceré di Napoli, per volere di Carlo V e nel 1540 entrò a far parte dell'Accademia degli Umidi.
La sua opera giovanile Il vendemmiatore (conosciuta anche precedentemente con il nome di Stanze di coltura sopra gli orti delle donne) carme in ottave rime di natura licenziosa, che fu poi messa all'Indice, composta da circa 160 stanze ove si celano sotto metafore diverse oscenità. Quest'opera fu composta intorno al 1534, si presume in autunno, indirizzata a Jacopo Carafa, nobile napoletano, e pubblicata lo stesso anno contro il divieto dello stesso Tansillo («In ogni terra fuori di quella nostra, dove queste mie rime fussero portate, perderebbono la lor grazia, se pur n'hanno qualche parte; e tanto più, venendo elle in mano di tale, che non sapesse l'usanza di questo paese a questi tempi»).
Con il poema le Lagrime di san Pietro il Tansillo si riscattò ottenendo successivamente il perdono del Papa Paolo IV e degli Inquisitori. La sua prima commedia pastorale fu il Tirsi, rappresentata in Sicilia alle feste che García Álvarez de Toledo y Osorio, viceré di Catalogna e di Sicilia e successivamente sposo di Vittoria Colonna, sotto il regno di Filippo II di Spagna tenne per una sua pretesa sposa.
Ebbe l'elogio di Torquato Tasso che lo definì uno dei migliori poeti italiani del Cinquecento, paragonandolo a Angelo di Costanzo e a Berardino Rota. Addirittura lo Stigliani lo considerò poeta superiore anche al Petrarca. Il Caro lo tenne per «rarissimo ingegno», desiderando di far la sua conoscenza in Roma. Il critico francese Adrien Baillet ne loda le liriche Il vendemmiatore e Lagrime di san Pietro, quest'ultima ebbe anche le lodi, nonché la traduzione in francese, del famoso François de Malherbe.
Cervantes nel capitolo 33 della prima parte del Don Chisciotte della Mancia cita un'intera ottava (tradotta in spagnolo) del poema le Lagrime di san Pietro.
Nel 1551 militò al servizio di Don Garcia, figlio del viceré di Napoli, Pietro di Toledo, nell'impresa di Tunisi. Tansillo si occupò poi di agronomia, con l'opera Il podere, poema in terzine, ampiamente ispirato a Columella con precise osservazioni sulla scelta di una tenuta agricola, e con osservazioni valide anche dal punto di vista economico ed agrario, recuperando il genere georgico-didascalico e rimasto inedito fino al 1767 quando venne ricopiato con La balia, un poema in cui raccomanda alle donne di allattare la propria prole, da Giovanni Lanza e pubblicato nel 1769 in Torino dalla Stamperia Reale.
Il Marchese di Villarosa, discendente di quel Carlo Antonio de Rosa, pubblicò in Napoli nel 1820 alcuni Capitoli del poeta e così fecero Bartolomeo Gamba nel 1832 e nel 1833, e Francesco Gamba nel 1834 pubblicandoli in Venezia. Scipione Volpicella, che curò presso la Biblioteca Nazionale di Napoli tutte le opere del Tansillo, pubblicò, con note, i Capitoli giocosi e satirici, editi ed inediti in Napoli nel 1870.
Nel 1601 presso l'editore Giorgio Greco di Vicenza furono date alle stampe tre commedie in prosa a nome del Tansillo, Il finto, Il cavallerizzo e Il sofista e tutte dedicate a Pier Capponi da Jacopo Doronetti che le fece pubblicare. Ma sia lo Stigliani che il Crescimbeni si accorsero che le tre commedie erano state camuffate e storpiate ed appartenenti a Pietro Aretino, rispettivamente sotto i titoli di l'Ipocrita, il Marescalco e il Filosofo.
Il filosofo Giordano Bruno, anche lui di Nola, inserisce molte poesie attribuite al conterraneo Tansillo nel dialogo filosofico De gli eroici furori del 1585; questo è in verità un prosimetro, ovvero un insieme di prose e versi, il modello rimane la Vita nuova di Dante Alighieri. Nella prima parte del dialogo Tansillo è anche il nome di uno dei protagonisti.

## Opere
- I due pellegrini (1530)
- Il vendemmiatore (1532 – 1534)
- Stanze a Bernardino Martirano (1540)
- Clorida (1547)
- La Balia (1552)
- Il podere (1560)
- Le lagrime di San Pietro (1585), successivamente tradotto in lingua spagnola e francese
- Liriche
- Il canzoniere

### Edizioni di opere
- Luigi Tansillo, Poesie, (volume che comprende: i Sonetti, le Canzoni, i Madrigali, le Terzine, le Stanze, un'Egloga, e i Capitoli formati dai due poemetti II podere e La bàlia), Londra 1769.
- Luigi Tansillo, Il cavallerizzo, commedia in prosa, Giorgio Greco, Vicenza 1601. (da attribuire a Pietro Aretino)
- Luigi Tansillo, Il sofista, commedia in prosa, Giorgio Greco, Vicenza 1601. (da attribuire a Pietro Aretino)
- Luigi Tansillo, Il finto, commedia in prosa, Giorgio Greco, Vicenza 1601. (da attribuire a Pietro Aretino)

## La BibliotecaLuigi Tansillo
La Città di Teano, dove egli, pur conservando il suo forte legame con Nola (che ne conserva la memoria come di un suo figlio), visse e morì, gli ha intitolato la Biblioteca Comunale, che ha lo scopo di assicurare il servizio di consultazione e prestito delle opere librarie. La "Biblioteca Tansillo" venne istituita il 9 ottobre 1973, al fine di consentire una sempre maggiore diffusione della cultura. Oggi la biblioteca dispone di circa 4000 volumi a carattere generale, una sezione enciclopedica, una sezione per ragazzi, una sezione specializzata sulla storia locale e una sezione specializzata sul Risorgimento e l'epopea di Giuseppe Garibaldi. La struttura è dotata di due sale lettura: nella sala lettura 1 è attivo un Punto Internet gratuito e nella sala lettura 2 è possibile consultare riviste, novità librarie e i libri del mese, proposti dagli addetti della Biblioteca. Gli operatori sono a disposizione degli utenti per collaborare nelle ricerche, consultazioni e prestiti.
La biblioteca gestisce un proprio sito web dal quale è accessibile il catalogo completo dei testi con possibilità di prenotare prestiti online.